# 도시 문제
도시 문제(都市問題)는 도시화에 따라 발생하는 문제들을 일컫는다. 일반적으로 도시에 집중된 인구와 경제 활동을 둘러싸고 일어나는 문제의 현상으로, 특히 주택 및 교통, 의료와 복지, 교육문제, 환경 문제를 들 수 있으며, 도시 특유의 범죄(도시형 범죄)와 마약, 알코올 중독, 정신 질환 등이 포함된다.

## 개요
대한민국에는 151개의 도시가 있으며, 이 곳에 전국 인구의 약 반이 살고 있다. 이와 같이 좁은 지역에 많은 인구와 가옥, 각종 기관이 집중된 데서 각종 도시문제가 발생한다. 주택난·용수난·교통난·구직난 등을 비롯한 각종 도시악(都市惡)·도시 재해(都市災害) 및 도시공해 등의 도시문제는 정도의 차가 있을 뿐 현대 도시가 지니고 있는 공통적인 고민인 것이다.
대한민국의 대도시 경우, 최근 폭발적인 인구 증가에 비하여 각종 도시시설을 비롯한 수용 상태가 이를 따를 수 없는 데에 그 심각성이 있다. 인구 약 1,002만(2003)을 포용하는 서울의 경우 시민의 주택은 50% 이상이나 부족하고, 또 매년 140만 내외씩 인구가 증가하는 추세에 있으나, 새로 건설되는 주택 수는 이를 따르지 못하여 아직 곳곳에 슬럼이 남아 밀집 지대를 이루고 있는 실정이다.
상·하수도의 시설도 아직 미비한 실정이고, 실업자 해결 문제도 매우 심각한 형편에 놓여 있다. 주택과 직장의 분리에 따르는 교통난은 날이 갈수록 심각해지고, 대량 수송을 담당하는 도시교통인 지하철과 전철이 개통되기는 했으나 늘어나는 인구에 비해 수송률이 미치지 못하고 있다. 특히 아침·저녁의 출퇴근 시에 일어나는 교통난은 실로 살인적이라 할 수 있다.
매년 증가하는 교통량의 폭주로 도심지의 교통은 거의 마비 상태에 빠졌고, 차량 및 공장 등에서 발생하는 매연과 소음(騷音)은 도시공해 중 가장 심각한 것이라 하겠다. 도시의 지나친 평면적인 팽창은 주거와 직장과의 거리를 더욱 연장시킴으로써 시민 건강을 더욱 손모(損耗)하는 결과를 초래한다. 뿐만 아니라 하수도 및 공장에서 배출되는 오수는 한강을 비롯한 여러 하천을 오염(汚染)시키고, 연탄 사용에서 생기는 먼지 등은 공장·차량에서 배출되는 매연과 같이 대기 오염을 가중시킨다.
도시의 과밀화는 이와 같은 각종 도시 문제를 야기시키는 외에 각종 질병과 범죄의 근원이 되고 있다.